# 広島電鉄曙営業課
広島電鉄広島中央営業所曙支所（ひろしまでんてつひろしまちゅうおうえいぎょうしょあけぼのししょ）は、広島県広島市東区曙1丁目にある広電バス広島中央営業所の支所である。

## 沿革
- 開設当初は曙営業課（あけぼのえいぎょうか）であった。
- 1999年6月に旧:平野営業課と合併し広島東営業課（ひろしまひがしえいぎょうか）となるが、2008年6月に曙営業課に戻された。
- 2023年4月11日の機構改正により広島中央営業所（旧:江波営業課）の支所に仁保営業課（現:同営業所仁保支所）と共に格下げされた。

## 担当路線
2号線
府中町方面に向かう路線である。
- 2-1:県庁前 - 八丁堀 - 銀山町 - 稲荷町 - 広島駅 - 東区役所前 - 広電曙営業所前 - 曙町 - 矢賀新町 - 天神川駅北（イオンモール広島府中前） - 府中大橋 - 府中永田
  - 永田方面の終点は「府中永田転回場」（府中永田の70m先）。下りは平日のみ広島駅始発の運用がある。
- 2-2:県庁前 - 八丁堀 - 銀山町 - 稲荷町 - 広島駅 - 東区役所前 - 広電曙営業所前 - 曙町 - 矢賀新町 - 天神川駅北（イオンモール広島府中前） - 府中大橋 - えのみや - みくまり峡入口 - 府中山田
  - かつては、2-11系統（県庁前 - イオンモール広島府中 - 府中山田。平日のみの運行）、2-3系統（県庁前 - イオンモール広島府中。土曜・日曜・祝日のみの運行）が運行されていたが、2021年4月1日のダイヤ改正により廃止になった。
- 2-5:県庁前 - 八丁堀 - 銀山町 - 稲荷町 - 広島駅 - 東区役所前 - 広電曙営業所前 - 曙町 - 矢賀新町 - 天神川駅北（イオンモール広島府中前） - 府中大橋 - 府中郵便局前 - 安芸府中高校入口 - 府中ニュータウン

- 2-6:県庁前 - 八丁堀 - 銀山町 - 稲荷町 - 広島駅 - 東区役所前 - 広電曙営業所前 - 曙町 - 矢賀新町 - 天神川駅北（イオンモール広島府中前） - 府中大橋 - 府中南小学校（向洋駅入口） - 府中郵便局前 - 安芸府中高校入口 - 府中ニュータウン
  - 2-5系統との違いは府中南小学校（向洋駅入口）を経由するところ。下りは広島駅始発の運用がある。
- 2-7:県庁前 - 八丁堀 - 銀山町 - 稲荷町 - 広島駅 - 東区役所前 - 広電曙営業所前 - 曙町 - 矢賀駅入口 - 温品4丁目
- 2-7:府中山田 → 総社会館 → 矢賀駅入口 → 曙町 → 広電曙営業所前 → 東区役所前 → 広島駅 → 稲荷町 → 銀山町 → 八丁堀 → 県庁前

* 平日朝2便のみ運行。
- 2-8:府中方面各地 → 曙町 → 広電曙営業所前 → 東区役所前 → 広島駅 → 紙屋町 → 市役所前

- 府中南公民館経由は2-12号線。

- 2-9:府中ニュータウン → 安芸府中高校入口 → 府中郵便局前 → 府中南公民館 → 府中南小学校入口 → 府中郵便局前 → 安芸府中高校入口 → 府中ニュータウン

* 平日朝1便のみ運行されていた。2016年のダイヤ改正で廃止。
- 2-9→2-10:府中ニュータウン → 安芸府中高校入口 → 府中郵便局前 → 府中南公民館 → 府中南小学校入口 → 府中郵便局前 → 安芸府中高校入口 → 府中ニュータウン

* 平日朝1便のみ運行されていた。府中南公民館で番号が変わる。2016年のダイヤ改正で廃止。
- 2-12:府中ニュータウン → 府中南公民館 → 曙町 → 広電曙営業所前 → 東区役所前 → 広島駅 → 紙屋町 → 市役所前

5号線
2020年1月26日のダイヤ改正で広島駅 - 大学病院前間はまちのわループ（都市循環線）（301号線・302号線・321号線・322号線・331号線・332号線）に移行され、広電曙営業所前 - 広島駅新幹線口 - 牛田早稲田団地間の路線に再編された。また、「にぎつ」は正確には漢字表記である。
- 5-1（上り）・5（下り）:広電曙営業所前 - 広島駅新幹線口 - 東照宮入口 - にぎつ - 神田橋 - 牛田大橋 - 牛田本町 - 牛田本町1丁目 - 女学院大学前 - 牛田早稲田団地
- 5-1（上り）・5（下り）:広電曙営業所前 - 広島駅新幹線口 - 東照宮入口 - にぎつ - ≪桜橋直行≫ - 女学院大学前 - 牛田早稲田団地
  - 桜橋直行便。平日朝に広電曙営業所前行き1本と牛田早稲田団地行き1本。にぎつ裏 - 牛田南間ノンストップ。
- 5-2（上り）・5（下り）:広島駅新幹線口 - 東照宮入口 - にぎつ - 神田橋 - 牛田大橋 - 牛田本町 - 牛田本町1丁目 - 女学院大学前 - 牛田早稲田団地
- 5-2（上り）・5（下り）:広島駅新幹線口 - 東照宮入口 - にぎつ - ≪桜橋直行≫ - 女学院大学前 - 牛田早稲田団地
  - 桜橋直行便。平日朝に広島駅新幹線口行き2本と牛田早稲田団地行き5本。にぎつ裏 - 牛田南間ノンストップ。

エキまちループ（都心循環線）
広島バスと共同運行。2018年5月13日に、広電バス13号線と広島バス51号線との統合・再編により運行開始。
- 101（左回り）:広島駅 → （ノンストップ） → 八丁堀 → 紙屋町 → 本通り → 袋町 → 白神社前 → 並木通り入口 → 田中町 → 平塚町 → 稲荷町 → 広島駅
  - 循環バス。平日ダイヤの朝・夕ラッシュ時は運休、土曜・休日は終日運行。一部、広島駅始発・終着便あり。
- 101:市役所前 → 白神社前 → 並木通り入口 → 田中町 → 平塚町 → 稲荷町 → 広島駅
  - 平日夕ラッシュ時のみ。
- 102（右回り）:広島駅 → 稲荷町 → 平塚町 → 田中町 → 並木通り入口 → 白神社前 → 本通り → 紙屋町 → 八丁堀 → （ノンストップ） → 広島駅
  - 循環バス。平日ダイヤの朝・夕ラッシュ時は運休、土曜・休日は終日運行。一部、広島駅始発・終着便あり。
- 103:広島駅 → 稲荷町 → 平塚町 → 田中町 → 並木通り入口 → 白神社前 → 中電前 → 市役所前
  - 平日朝ラッシュ時のみ。

- 2018年5月11日までは13号線として平日朝に市役所行き（広島駅 → 稲荷町 → 平塚町 → 田中町 → 富士見町 → 小町 → 中電前 → 市役所前）・夕方に広島駅行き（市役所 → 白神社前 → 小町 → 田中町 → 平塚町 → 稲荷町 → 広島駅）として運行されていた。土曜休日運休。1999年3月までは小町から先、平和記念公園・西観音町・旭橋入口経由で広島西飛行場及び県自動車学校まで運行されていた。西飛行場行きだった時代から平日朝の一部は市役所行きだった。

まちのわループ（都市循環線）
301号線・302号線は広島バス・広島交通と共同運行、321号線・322号線と332号線→331号線は広島バスと共同運行。2020年1月26日に、広電バス5号線の一部（広島駅 - 大学病院前間）と広島バス26-1号線（段原旭町線）・31号線（翠町線）との統合・再編により運行開始。
- 301（左回り）:広島駅新幹線口 → 女学院前 → 八丁堀 → 富士見町 → 日赤病院前 → 御幸橋 → 県病院前 → 県立広島大学前 → 旭町 → 出汐3丁目 → 大学病院前 → 大学病院入口 → 段原中央 → 段原一丁目 → 的場町 → 広島駅
  - 循環バス。日中のみ。旭2丁目は301号線のみ停車。
- 302（右回り）:広島駅 → 的場町 → 段原一丁目 → 段原中央 → 大学病院入口 → 大学病院前 → 出汐3丁目 → 旭町 → 県立広島大学前 → 県病院前 → 御幸橋 → 日赤病院前 → 富士見町 → 八丁堀 → 女学院前 → 幟町 → 広島駅新幹線口
  - 循環バス。日中のみ。保健所前・幟町は302号線のみ停車。
- 321（上り）・322（下り）:広島駅 - 的場町 - 段原一丁目 - 段原中央 - 大学病院入口 - 大学病院前
  - 朝夕のみ。
- 332→331:広島駅 → 的場町 → 段原一丁目 → 段原中央 → 大学病院入口 → 大学病院前 → 出汐3丁目 → 旭町 → 西旭町 → 出汐3丁目 → 大学病院入口 → 段原中央 → 段原一丁目 → 的場町 → 広島駅
  - 循環バス。逆廻りはない。朝のみ。旭町で番号が変わる。
- 332→331:広島駅 → 的場町 → 段原一丁目 → 段原中央 → 大学病院入口 → 大学病院前 → 出汐3丁目 → 旭町 → 西旭町 → 出汐3丁目 → 大学病院前 → 大学病院入口 → 段原中央 → 段原一丁目 → 的場町 → 広島駅
  - 循環バス。逆廻りはない。夕方のみ。旭町で番号が変わる。

## 車庫
- 曙営業課温品車庫（7）
  - 広島県広島市東区温品4丁目22

## 周辺
広電バス2・5号線・広島バス29号線（大須・矢賀経由）の広電曙営業所前バス停

## アクセス
広電バス2・5号線・広島バス29号線（大須・矢賀経由）の広電曙営業所前バス停から徒歩1分ほど